# Wolfram Dix

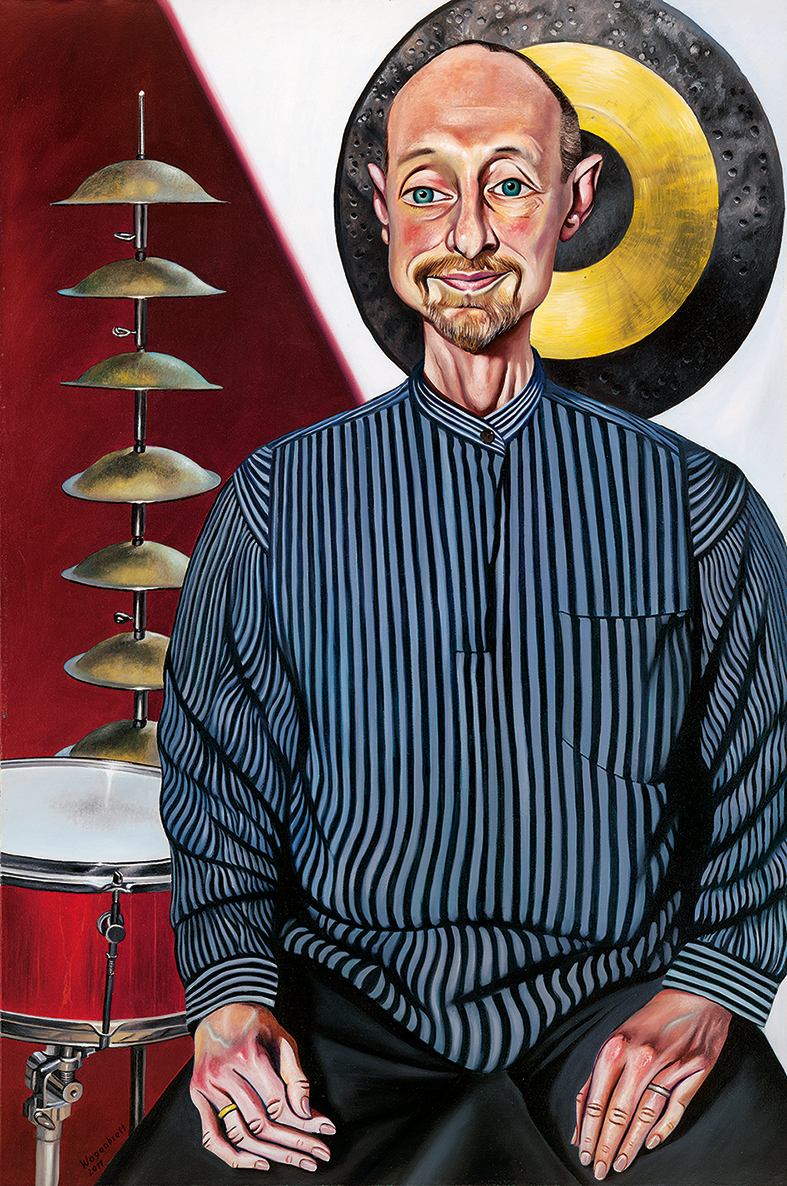
Bildnis Wolfram Dix, 2011. Öl auf Leinwand, 150 × 100 cm von Norbert Wagenbrett

Wolfram Dix (* 24. Juli 1957 in Leipzig; † 16. Oktober 2022 ebenda) war ein deutscher Schlagzeuger und Perkussionist des Creative Jazz.

## Leben und Wirken
Wolfram Dix wuchs in Machern auf und ging dort zur Schule. Er erhielt seit 1970 Schlagzeugunterricht. Er studierte an der Hochschule für Musik und Theater „Felix Mendelssohn Bartholdy“ Leipzig. 1975/76 war er Mitglied des Ensembles von Manfred Schulze. Von 1977 bis 1979 gehörte er mit Manfred Hering, Hannes Zerbe, Joe Sachse und Christoph Winckel zur Gruppe Osiris, die auch mit Rudolf Dašek, Leo Wright, Toto Blanke/Charlie Mariano, Carmell Jones und Etta Cameron als Gastsolisten auftrat. Weiterhin spielte er mit der Bluesband Mama Basuto und in der Blechband von Zerbe (1979), im Hermann Keller/Manfred Schulze-Werkstattorchester (1980) und im Johannes Bauer-Workshop (1981).
Auf Workshops und in Konzerten sammelte er Erfahrungen mit weiteren Musikern wie Tony Oxley, dessen Spielkonzeption ihn nachhaltig beeinflusste, Harry Beckett (1984) und John Tchicai (1985). 1983 leitete Dix die eigene Band Exu; ab demselben Jahr arbeitete er mit der Gruppe Tett (Aufnahme mit dem Pianisten Erwin Stache, dem Bassisten Rainer Kühn und dem Saxophonisten René Schönherr auf Kleeblatt No. 16 für Amiga) im Bereich der freien Improvisationsmusik; in seinen letzten Jahren wirkte er auch im LeipJazzig Orkester und in der Gruppe percussion-posaune leipzig. Er arbeitete weiterhin mit Andy Altenfelder, Richard Galliano, Herb Geller, Nina Hagen, Nigel Kennedy, Peter Kowald, Anca Parghel, Wolfgang Schlüter, Daniel Schmahl, Jiggs Whigham, Johannes Gebhardt (Chattin’ with Bach) und Joe Zawinul. 1998 veröffentlichte er ein Solo-Album und gab seitdem zahlreiche Solokonzerte.
Ab 1989 war Dix als Dozent für Schlagzeug und Rhythmus an der Hochschule für Musik und Theater in Leipzig tätig, leitete aber auch andernorts Workshops.
Dix starb im Oktober 2022 an den Folgen einer Lungenentzündung.

## Diskografie
- Dix - Percussion & Voice (1998)
- Smart Metal Hornets & Dix Fusionierter Zwiefacher (Extraplatte 2007, mit Christoph Wundrak, Klemens Pliem und Joe Harpf)
- MONADE (Phonector 2010)
- Ensemble Sonus Mundi Nequaquam Vacuum (anjoke 2012)
- Smart Metal Hornets & Dix Archduke Shuffle (Ats-Records 2015)
- Tobias Morgenstern und Wolfram Dix Hiddensounds (Buschfunk 2015)

## Bibliografie
- Wolfram Dix: Aufstieg im Fall. In: Leopold von Emden (Hrsg.) Der Frankfurter literarische Lustgarten. Cornelia Goethe Akademie, Frankfurt am Main 2007[4]
- Wolfram Dix: Die Reise des sächsischen Trommlers – Rückblicke und Einblicke zwischen Machern, Peitz und Nanjing. Norderstedt 2010, ISBN 978-3-8391-3601-0
- Wolfram Dix: Wort und Antwort. In: Bettine Reichelt (Hrsg.) Gottes Klang in der Welt. Evangelische Verlagsanstalt, Leipzig 2011, ISBN 978-3-374-02846-7
- Wolfram Dix: Zwischen den Gipfeln. In: Thomas Renker (Hrsg.) Eingemauerter Twist – Biographische Stationen. Passage-Verlag, Leipzig 2015, ISBN 978-3-95415-032-8